# リナ・サラ・ガッロ・モンツァ国際ピアノコンクール
リナ・サラ・ガッロ・モンツァ国際ピアノコンクール Rina Sala Gallo Monza International Piano Competitionはイタリアのモンツァ市で行われている国際ピアノコンクール。

## 歴史
1947年開始。国際音楽コンクール化したのが1970年。現在では国際音楽コンクール世界連盟に加盟している。
課題曲は確実にヴィオッティ国際音楽コンクールよりも易しいが、モーツァルトから20世紀後半(以降)まで幅広く出題される。2009年からWFIMC加盟。

## 課題曲
第一次25-30分、第二次に35-40分、第三次に50-55分、本選に一曲の有名な協奏曲を演奏しなければならない。また、全日程を通じてFAZIOLIグランドピアノで演奏することが義務付けられている。
このため、スポンサーはFAZIOLIであり、入賞者のいずれかはFAZIOLI社からのコンサート契約を特別賞で得ることができる。

## 優勝者一覧
- 2024 Konstantin Emelyanov[4] (Russia)
- 2022 Youngsun Choi (Korea)
- 2018 Igor Andreev (Russia)
- 2016 Alexander Panfilov (Russia)
- 2014 Fiorenzo Pascalucci (Italia)
- 2012 Scipione Sangiovanni (Italia)
- 2010 Mateusz Borowiak (Polonia)
- 2008 Ilya Poletaev (Canada)
- 2006 Michail Lifits (Uzbekistan)
- 2004 Mihkel Poll (Estonia)
- 2002 Beata Bilinska (Polonia)
- 2000 Stefania Cafaro (Italia)
- 1998 Massimiliano Ferrati (Italia)
- 1996 Francesco Cipolletta (Italia)
- 1994 Aleksandar Serdar (Yugoslavia)
- 1992 該当者なし
- 1990 Giampaolo Stuani (Italia)
- 1988 Krzysztof Jablonski (Polonia)
- 1986 Bernd Glemser (Germania)
- 1984 該当者なし
- 1982 Endre Hegedus (Ungheria)
- 1980 藤井一興 (Giappone)
- 1978 Edson Elias (Brasile)
- 1976 Nancy Loo (Hong Kong)
- 1974 Daniel Rivera (Argentina)
- 1972 Roberto Bravo (Cile)
- 1970 Midori Kasahara (Giappone)